# Completitud ultravioleta
En física teórica, la completitud ultravioleta de un teoría cuántica de campos es el paso de una teoría cuántica de campos de baja energía a una teoría cuántica de campos más general por encima de un valor umbral conocido como punto de corte. En particular, la teoría más general de alta energía debe estar bien definida a energías arbitrariamente altas, en el llamado régimen ultravioleta.
La teoría ultravioleta tiene que ser renormalizable; y no tener polos de Landau y las más típicas disfrutan de libertad asintótica en el caso de que sea una teoría cuántica de campos (o al menos tiene un punto fijo no trivial. Sin embargo, también puede ser un antecedente de la teoría de cuerdas en dicha teoría, el comportamiento de lo ultravioleta es al menos tan bueno como las teorías cuánticas de campos renormalizables. Aparte de los dos ejemplos conocidos (teoría cuántica de campos y teoría de cuerdas), también puede ser una teoría completamente diferente de la teoría de cuerdas que se comporte bien a muy altas energías.